# Mantis (Spiel)
Mantis ist ein Karten-Ablagespiel der Spieleautoren Ken Gruhl und Jeremy Posner. Es erschien 2022 bei dem durch das gleichnamige Spiel bekannt gewordenen australischen Verlag Exploding Kittens und wurde zusammen mit Asmodee international vertrieben. 2023 wurde es von der Jury des Spiel des Jahres auf die Empfehlungsliste zum Spiel des Jahres aufgenommen.

## Hintergrund und Ausstattung
In dem Spiel Mantis versuchen die Mitspieler möglichst viele Punkte aus ihrem „Aquarium“ zu generieren, indem sie Paare und größere Gruppen gleichfarbiger Karten mit Fangschreckenkrebsen, die entsprechend der Angaben in der Spielanleitung als Mantis bezeichnet werden, werten. Zugleich können sie Karten aus den Aquarien der gegnerischen Mitspieler stehlen oder auch selbst bestohlen werden. Das Spielmaterial besteht neben der Spielanleitung aus 105 Karten, die sich mit je 15 Karten auf sieben Farben verteilen.

## Spielweise
Das Spiel kann mit zwei bis sechs Spielern gespielt werden. Zu Beginn werden die Karten gemischt und jeder Spieler bekommt vier Karten, die er offen als sein „Aquarium“ auslegt; Karten gleicher Farben werden dabei versetzt übereinander gelegt. Die restlichen Karten kommen als verdeckter Nachziehstapel in die Mitte der Spielfläche gelegt.
Das Spiel beginnt mit einem Startspieler und wird danach im Uhrzeigersinn gespielt. Der jeweils aktive Spieler muss eine Karte von Nachziehstapel aufdecken und sich dabei vorher entscheiden, ob er diese in sein eigenes Aquarium oder das Aquarium eines Mitspielers legen möchte. Als Entscheidungshilfe befinden sich auf der Rückseite jeder Karte je drei Farben, von denen eine der Kartenfarbe entspricht. Legt er die Karte in sein eigenes Aquarium und entspricht die Farbe der einer bereits hier liegenden Karte oder eines Kartenstapels, kann er diese gemeinsam mit der neuen Karte auf seinen Punktestapel legen; gibt es die Farbe noch nicht, kommt sie offen in das Aquarium. Legt er die Karte in ein gegnerisches Aquarium und entspricht die Farbe der einer bereits hier liegenden Karte oder eines Kartenstapels, nimmt er diese zusammen mit der neuen Karte in sein eigenes Aquarium; gibt es die Farbe dort noch nicht, kommt sie offen in das ausgewählte Aquarium.
Das Spiel endet, sobald ein Spieler 10 oder mehr Karten auf seinem Wertungsstapel hat. Dieser Spieler gewinnt das Spiel.

## Ausgaben und Rezeption
Mantis wurde von dem Spieleautor Ken Gruhl und Jeremy Posner entwickelt und erschien 2022 auf Englisch bei dem australischen Verlag Exploding Kittens. Zusammen mit Asmodee wurde es international vertrieben. 2023 erschienen Versionen des Spiels auf Französisch, Polnisch, Spanisch und Deutsch.
2023 wurde Mantis von der Jury des Spiel des Jahres auf die Empfehlungsliste zum Spiel des Jahres aufgenommen und bezeichnete es in seiner Vorstellung als „emotionsgeladenes Sammelspiel“.

## Belege
1. 1 2 3 4 5  
Offizielle Spielregeln für Mantis, Exploding Kittens 2022
2. ↑  
Versionen von Mantis in der Datenbank BoardGameGeek; abgerufen am 4. Juni 2023.
3. ↑  
Mantis auf der Website des Spiel des Jahres e.V.; abgerufen am 4. Juni 2023.